# صفة قياسية
القياسي في اللغة العربية هو ما يمكن أن يذكر فيه ضابطة عند وجود تلك الضابطة يوجد هو.
الصفة القياسية هي الصفة التي تقاس عليها أصوات اللغة ويميز بها بينها.
مثلا حرفا الدال والتاء كلاهما حرف مصوت فالتصويت ليس صفة قياسية بينهما إلا أن الدال حرف مجهور بخلاف التاء التي تهمس فالجهر ضابطة للتمييز بينهما إذا فهو صفة قياسية بينهما. وبلغة الرموز يكتب للدال [+جهر] وللتاء [-جهر].
تسمى الصفة القياسية في كثير من اللغات بما معناه الصفة المميزة لأن الأصوات المتمايزة تميز بها، حيث تعرف الصفات المميزة بأنها وحدات صغرى ومتباينة تستعمل لتفسير كيفية تنظيم أصوات اللغة. وفي هذه اللغات يطلق اسم الفونيم على الصوت المتميز بجملة من الصفات المميزة، كالدال مثلا فهي تسمى الحرف الشديد اللثوي المجهور وتلك ثلاث صفات لها.